# یون آلبرشتسون
یون آلبرشتسون (انگلیسی: John Albrechtson; ۲۲ ژوئیهٔ ۱۹۳۶ – ۲۷ اوت ۱۹۸۵) قایقران قایق بادبانی اهل سوئد بود.